# 李永茂
李永茂（1601年—1648年），字孝源、又字秀實，号约生，河南邓州城内人，明朝政治人物，史称“尽有相才”。谥文定。

## 生平
明朝天启七年（1627年）考取河南乡试解元，崇祯十年（1637年）考取进士，大理寺觀政，本年六月出任大名府浚县知县一职，因政绩显赫，崇祯皇帝特地御书“洁己效忠”匾额，赞扬他是“豫南国士无双，河北循良第一”。为免除家乡邓州多余的赋税，依据事实，奏请皇帝将三十七里地更正为十二里地，崇祯十五年（1642年）李永茂被提拔为兵科给事中。
明朝北京城被李自成攻陷后，福王朱由嵩逃至淮安，李永茂、史可法和马士英迎朱由嵩于1644年在南京称帝，升任兵科右給事中，巡视京营，本年升南赣巡抚。南京沦陷后，唐王朱聿键于1645年在福州称帝，任命李永茂为兵部右侍郎，总督江楚浙直廣川雲貴。后历任太子少保、兵部尚书、兼巡撫南贛等處都察院右副都御史，并特赐蟒玉和尚方剑便于行事。朱聿键于1646年在汀州府（今福建省长汀县）遇害后，李永茂等人拥护桂王朱由榔在肇庆称帝，封李永茂为东阁大学士、太子太保并兼任礼部尚书，入参机务。永曆二年（1648年），羊城失守后，朱由榔败走桂林，李永茂和弟弟李充茂穿草鞋、着僧道服，避居丹霞山，历尽艰苦，于四月病逝。

## 著作
李永茂的著作很多，现在仅存《荆襄题稿》、《蒙难记》一卷和《经筵疏稿》二卷。

## 家族
曾祖李柰，扬州府通判；祖父李継先，耆宾；父李大醇（1569年－1645年），字淑恒，号泊斋，崇祯元年（1628年）选贡，新恩加七品服。

## 参看
- 丹霞山
- 明朝解元列表